# Micha Grin
Micha Grin, né à Lausanne le 24 décembre 1921, est un enseignant, journaliste, écrivain et poète vaudois.

## Biographie
Né d'un père vaudois, artiste peintre et d'une mère russe, médecin, Micha Grin a tout au long de son existence partagé sa vie entre trois passions: le journalisme, l'enseignement et l'écriture. 
Écrivain prolifique, Micha Grin commence son parcours professionnel comme enseignant, puis journaliste reporter dans différents magazines tels Paris Match, L'Illustré, la revue Pour Tous et Trente jours, pour lesquels il est amené à voyager dans le monde entier. Rédacteur en chef d'Optima, de la Revue de Madame, de L'apprenti suisse, et de la revue Helvetia, ce créateur d'idées et de projets sera également attaché de presse de l'Expo nationale 64. 
Auteur d'une trentaine d'ouvrages parmi lesquels figurent de grands succès Micha Grin est également l'auteur de nombreux poèmes, de plusieurs contributions consacrées à Maurice Zermatten ainsi que de plusieurs essais sur l'enseignement. Micha Grin est également l'initiateur de la collection Archives vivantes des éditions Cabédita.

## Sources
- « Micha Grin », sur la base de données des personnalités vaudoises sur la plateforme « Patrinum » de la Bibliothèque cantonale et universitaire de Lausanne.
- Journal de Morges no 31/vendredi 25 avril 2003, p. 48/ Jean-François Reymond. [bs/2003/04/28]